# Wavertree
Die Wavertree (ex Southgate) ist ein 1885 in England gebauter Windjammer und liegt heute als Museumsschiff des South Street Seaport Museum in New York. Sie ist das größte erhaltene eiserne Vollschiff.

## Geschichte
In Auftrag gegeben wurde das Schiff im Jahr 1885 als Southgate von der Reederei R. W. Leyland & Company aus Liverpool. Noch während des Baus bei der Werft Oswald Mordaunt & Company in Southampton ging das Schiff in den Besitz der Reederei Chadwick, Pritchard über, die sie in den Jahren 1886 bis 1888 im Indienhandel einsetzte. Auf diesen Reisen bestand ihre heimwärts transportierte Ladung zum großen Teil aus Jute.
1888 folgte ein Rückverkauf an die Reederei R. W. Leyland & Company, die das Schiff über die folgenden 23 Jahre überwiegend auf weltweiten Trampreisen einsetzte. Auf einer Reise nach Valparaiso im September 1910 beschädigte ein Schlechtwetter am Kap Hoorn die Southgate so schwer, dass sie zur Reparatur zum Nothafen Montevideo (Uruguay) zurückkehrte. Während des darauf folgenden Versuchs, die Reise zu vollenden, brach im November 1910 bei Kap Hoorn der Großmast, fünf Matrosen wurden schwer verletzt. Daraufhin lief sie zu den Falklandinseln zurück, die sie im Dezember erreichte. Im April 1911 brachte man das Schiff als Lagerhulk für Wolle zum südchilenischen Hafen Punta Arenas. Rund 37 Jahre später, im Januar 1948 schien ihr Schicksal zunächst besiegelt zu sein, sie wurde zum Abbruch nach Buenos Aires geschleppt. Stattdessen erwarb Alfredo Numeriani die Wavertree und ließ sie zum Sandleichter umbauen.
1968 erwarb das zwei Jahre zuvor in New York gegründete South Street Seaport Museum das abgetakelte Schiff. Heute ist die Wavertree Teil des South Street Seaport Museum in New York. Die Wavertree entstand als eisernes Vollschiff. Sie war eines der letzten großen Segelschiffe aus diesem Material und ist heute das größte erhaltene seiner Art. Ihr Name leitet sich vom gleichnamigen Stadtteil Liverpools ab.